# Prix de la critique
Prix de la critique je nagrada, ki jo vsako leto podeljuje Association des Critiques et des journalistes de Bande Dessinée za najboljši strip leta v Franciji. Pred tem se je v letih od 1984 do 2003 imenovala Prix Bloody Mary. Najprej je bila osredotočena na dela francosko-belgijske šole, kasneje pa se je začela zanimati za dela iz tradicije stripov iz bolj oddaljenih dežel. 

## 1980.
- 1984 Bloody Mary avtorjev Jean Teulé in Jean Vautrin
- 1985 Les pionniers de l'aventure humaine avtorja François Boucq
- 1986 Le bal de la sueur avtorjev Cromwell, Riff Reb's in Ralph
- 1987 Jacques Gallard: Soviet Zig-Zag avtorjev Jean-Louis Tripp in Marc Barcelo
- 1988 Stars d'un jour avtorja Tronchet
- 1989 Adler : Le repaire du Katana avtorja René Sterne

## 1990.
- 1990 Dans le ventre du Minotaure avtorja Fred Beltran
- 1991 Les lumières de l'Amalou: Théo avtorice Claire Wendling
- 1992 La bretelle ne passera pas !!! avtorja Jean-Luc Abvien
- 1993 Le bar du vieux français avtorja Jean-Philippe Stassen in Denis Lapière
- 1994 Adam Sarlech: Le testament sous la neige avtorja Frédéric Bézian
- 1995 L'argent roi kolektiva, ki ga vodi Thierry Groensteen
- 1996 L'histoire du compteur électrique avtorja Fred
- 1997 Il faut le croire pour le voir avtorjev Alain Bignon in Jean-Claude Forest
- 1998 Un ver dans le fruit avtorja Pascal Rabaté
- 1999 Azrayen avtorjev Lax in Frank Giroud

## 2000.
- 2000 Understanding Comics: The Invisible Art avtorja Scott McCloud
- 2001 From Hell avtorjev Eddie Campbell in Alan Moore
- 2002 Stuck Rubber Baby avtorja Howard Cruse
- 2003 Jimmy Corrigan, the Smartest Kid on Earth avtorja Chris Ware
- 2004 la Grippe coloniale: le Retour d'Ulysse avtorja Serge Huo-Chao-Si in Appollo
- 2005 Blankets avtorja Craig Thompson